# Frank Urson
Frank Urson (Chicago, 1887 – Indian Lake, 17 agosto 1928) è stato un regista, direttore della fotografia e sceneggiatore statunitense.
Da direttore della fotografia, ha lavorato prima con Lloyd Ingraham e poi con James Cruze. Lavorò poi come regista per la Thanhouser Company. Negli anni venti, è stato aiuto regista di Cecil B. DeMille in sette film, tra cui Il re dei re (1927). Come regista, è conosciuto per Chicago, film del 1927 prodotto da Cecil B. DeMille.

## Filmografia

### Regista
- The Love Special (1921)
- Too Much Speed (1921)
- The Hell Diggers (1921)
- Exit the Vamp (1921)
- Tillie (1922)
- The Heart Specialist (1922)
- South of Suva (1922)
- Minnie (1922)
- The Eternal Three, co-regia di Marshall Neilan (1923)
- Changing Husbands, co-regia di Paul Iribe (1924)
- Raimondo, il cane e la giarrettiera (Forty Winks), co-regia di Paul Iribe  (1925)
- Il club degli scapoli (The Night Club), co-regia di Paul Iribe (1925)
- Prigioniero di guerra (Her Man o' War)  (1926)
- Chicago, ovvero: Vampate nere (Chicago)   (1927)
- Almost Human  (1927)

### Aiuto regista
- The Roaring Road, regia di James Cruze (1919)
- Il trionfo (Triumph), regia di Cecil B. DeMille  (1924)
- Anime nel turbine (Feet of Clay), regia di Cecil B. DeMille  (1924)
- Il letto d'oro (The Golden Bed), regia di Cecil B. DeMille  (1925)
- La strega di York (The Road to Yesterday), regia di Cecil B. DeMille   (1925)
- Il barcaiuolo del Volga (The Volga Boatman), regia di Cecil B. DeMille   (1926)
- Il re dei re (The King of Kings), regia di Cecil B. DeMille   (1927)
- Donna pagana (The Godless Girl), regia di Cecil B. DeMille   (1929)

### Attore
- Her Gallant Knight (1913)

### Sceneggiatore
- The Lottery Man, regia di James Cruze (1919)
- The Stranger's Banquet, regia di Marshall Neilan (1922)

### Direttore della fotografia
- Nina, the Flower Girl, regia di Lloyd Ingraham (1917)
- Miss Jackie of the Army, regia di Lloyd Ingraham (1917)
- Molly Go Get 'Em, regia di Lloyd Ingraham (1918)
- Jilted Janet, regia di Lloyd Ingraham (1918)
- Ann's Finish, regia di Lloyd Ingraham (1918)
- The Eyes of Julia Deep, regia di Lloyd Ingraham (1918)
- Alias Mike Moran, regia di James Cruze (1919)
- The Roaring Road, regia di James Cruze (1919)
- You're Fired, regia di James Cruze (1919)
- The Love Burglar, regia di James Cruze (1919)
- The Valley of the Giants, regia di James Cruze (1919)
- The Lottery Man, regia di James Cruze (1919)
- Hawthorne of the U.S.A., regia di James Cruze (1919)
- An Adventure in Hearts, regia di James Cruze (1919)